# Octobre (groupe)
 (juillet 2022).
Si vous disposez d'ouvrages ou d'articles de référence ou si vous connaissez des sites web de qualité traitant du thème abordé ici, merci de compléter l'article en donnant les références utiles à sa vérifiabilité et en les liant à la section « Notes et références ».
Pour les articles homonymes, voir Octobre (homonymie).
Octobre est un groupe rock progressif québécois, originaire de Montréal, au Québec. Il est formé en 1971 par quatre amis d'enfance : Pierre Flynn (paroles et musique, chant, piano, claviers), Jean Dorais (guitare, chœurs), Mario Légaré (basse, chœurs) et Pierre Hébert (batterie). Il est un des premiers groupes québécois francophones à avoir intégré un style progressif (style très en vogue dans les années 1970) à son répertoire rock. Ce qui explique qu'il ait joué en première partie d'un concert de King Crimson en 1973.
Le groupe met fin à ses activités en 1982. Même si Octobre n'a pas eu un grand succès populaire comme Harmonium ou Beau Dommage, il a néanmoins marqué le répertoire musical québécois de l'époque. Il ne doit pas être confondu avec le groupe français Octobre (1982-1984) issu d'une scission de l'ancienne formation Marquis de Sade.

## Biographie

### Origines
En 1969, Pierre Flynn forme le groupe Gladstone avec son cousin Jean Dorais à la guitare et Mario Légaré à la basse dans le quartier Montréalais de Côte-des-Neiges, jouant surtout des reprises de groupes et chanteurs anglophones tels que les Rolling Stones, les Beatles, Santana et Bob Dylan. Puis Jean Dorais quitte pour joindre le groupe Jude 3 qui a aussi dans ses rangs le claviériste Claude « Mégo » Lemay, alors que de son côté le groupe Gladstone se dissous peu de temps après. Désireux de former un groupe francophone, Pierre Flynn et Mario Légaré rencontrent le batteur Pierre Hébert et forment Maelstrom.

### Débuts et séparation
Puis après le retour de Dorais pour rejoindre les trois musiciens de Maelstrom, le groupe change de nom et ainsi naît Octobre en 1971. Alors que des cendres de Jude 3 naîtra le groupe progressif québécois Pollen. Avec seulement 3000 $ en poche, les membres d'Octobre décident d'enregistrer un premier album éponyme en 1972, le disque sort quelques mois plus tard en 1973. Leur gérant Gerry Plamondon, qui gérait avant la carrière du groupe Les Sultans, leur fait faire des apparitions à la télé, entre autres à l'émission Jeunesse d'aujourd'hui.
Autant les influences américaines qu'européennes s'appliquent au son d'Octobre qui mélange à la fois un rock unique, des éléments progressifs ainsi que du jazz. Durant l'année 1973, ils se produisent beaucoup en spectacles, en juin ils jouent à Québec en Fête à l'Autostade de Montréal avec Les Séguin, Gilles Vigneault et Félix Leclerc. En juillet, c'est L'Été Show de la Bastille à Québec avec le Ville Émard Blues Band, puis en août, ils sont au Centre National des Arts avec Claude Dubois. Et en Septembre, ils font la première partie de King Crimson à Montréal et à Québec, Juan Rodriguez écrit dans le Montreal Star « Octobre a presque volé le show ». En 1974, ils enregistrent l'album Les Nouvelles terres au Studio Six avec Quentin Meek et qui sortira en octobre.
Puis on les retrouve aussi lors de grands événements québécois, comme le grand spectacle sur le Mont-Royal pour la Fête de la Saint-Jean de 1975, aux côtés de Beau Dommage, Harmonium, Louise Forestier, Ginette Reno, Yvon Deschamps et Gilles Vigneault. Puis en 1976, toujours dans le cadre des Fêtes de la Saint-Jean sur le Mont-Royal, Octobre retrouve les groupes Harmonium, Beau Dommage et Contraction ainsi que Richard Séguin et Raôul Duguay, dans le cadre du spectacle intitulé Ok nous v'la. Le journal La Presse écrit à la suite de cet événement : « Des gens trempés jusqu'aux os qui ne semblaient même pas réaliser qu'un fleuve leur coulait dans la face et qui criaient de joie en tapant des mains. » 
Octobre se produit aussi en Ontario et dans les Maritimes. En 1978, ils publient l'album live Chants dans la nuit, classé 4e des « 35 disques incontournables des 35 dernières années » par L'Actualité. En 1979 se joint comme cinquième membre officiel Gerry Leduc, saxophoniste et claviériste pour l'enregistrement de leur dernier album  Clandestins. Cet album marque aussi la contribution de Jean Dorais et Mario Légaré à l'écriture. Le groupe met un terme à ses activités en 1982.

### Post-séparation
À partir de 1982, les musiciens du groupe décident de consacrer leur temps à des projets solo. Le bassiste Mario Légaré joue alors avec Paul Piché et Michel Rivard et aussi avec Daniel Bélanger. Pierre Hébert pour sa part joue avec la chanteuse française Geneviève Paris et Jean-Pierre Ferland, accompagne Chris De Burgh au Forum de Montréal et il travaille aussi à la télé lors de galas comme l'ADISQ, les prix Gémeaux et le Gala Artis entre autres. Jean Dorais sort un album solo en 1985, Radio-actif. Pierre Flynn en fait autant en 1987 avec un premier disque, Le Parfum du hasard, suivi d'un second en 1991, Jardins de Babylone, et d'un troisième Mirador en 2001 ; puis en 2005, il interprète Abraham Van Helsing dans la comédie musicale Dracula, entre l'amour et la mort de Bruno Pelletier et Roger Tabra. Il participe aussi à Nelligan d'André Gagnon et Michel Tremblay sous la direction musicale de l'Orchestre Symphonique de Montréal, avec Richard Séguin, Daniel Bélanger et Daniel Lavoie. Entretemps, il produit deux autres albums solo, Vol solo en 2006 et Sur la terre en 2015. Il participe au projet 12 hommes rapaillés chantent Gaston Miron volume 1 : Poème en 2008, et fait de même en 2010 avec 12 hommes rapaillés chantent Gaston Miron volume 2 : Ma rose éternité. Il écrit pour Louise Forestier, la chanson Prince Arthur en 1983, puis cette même année, il accompagne Offenbach et Plume Latraverse pour la tournée À fond d'train pendant laquelle il joue les claviers et fait les chœurs pendant les performances de Plume. Un album double de cette tournée est produit en 1983. En 1988, Pierre Flynn et Mario Légaé jouent dans un film de Jean Lepage intitulé Rock sur une musique de Gilles Valiquette. Avec entre autres Patrick Labbé, Louise Laparé, Yvan Ducharme, etc.

### Retour d'Octobre
Le groupe s'est réuni sans Gerry Leduc à trois reprises depuis, soit au Festival international de jazz de Montréal en 1989 avec, pour l'occasion, Claire Pelletier comme choriste, et au Festival d'été de Québec en 1996 pour souligner le lancement de leur compilation Octobre 1972-1989. Puis en 2006, ils se réunissent de nouveau à Petite Vallée en Gaspésie, dans le cadre du Festival en chanson. Les albums originaux qui sont produits en disque vinyle ne seront jamais réédités en disque compact sauf pour L'Autoroute des rêves qui n'est plus disponible. Une compilation de deux disques compacts intitulée Octobre 1972-1989, publiée en 1996 sur le label Audiogram, pallie ainsi grandement ce manque.
À la suite de l'incendie qui a ravagé le Théâtre de la Vieille Forge de Petite-Vallée, le batteur Pierre Hébert a eu l'idée de réunir ses amis du groupe en faisant un spectacle bénéfice qui a lieu le 23 octobre 2017, lors de « La grande réunion autour du feu », un spectacle-bénéfice en soutien à la reconstruction du Théâtre de la Vieille Forge. Ce concert a lieu au MTELUS et réunit Karkwa, Michel Rivard et Marie-Pierre Arthur. Ce n'est pas la première fois qu'Octobre joue à Petite-Vallée, puisqu'en 2006, ils se sont réunis, toujours sous la bannière du groupe, au Festival en chanson qui avait eu lieu dans ce petit village côtier de la Gaspésie. Pierre Flynn est d'ailleurs le Parrain de cet événement, entouré des formateurs Louise Forestier, Marie-Claire Séguin, Daniel Lavoie, Gilles Bélanger et Edgar Bori.

## Projets parallèles
Le chanteur du groupe, Pierre Flynn, fait aujourd'hui une carrière solo. Il sort quatre albums studio entre 1987 et 2015 et un live en 2006. Il reprend deux chansons d'Octobre, dans son album live Vol Solo, Le vent se lève et L'oiseau rouge. Il a également interprété le rôle d'Abraham Van Helsing de 2005 à 2006 dans la comédie musicale Dracula, entre l'amour et la mort au côté de Bruno Pelletier, Daniel Boucher, Sylvain Cossette et Andrée Watters.
Jean Dorais fait carrière dans le domaine de l'informatique. Cependant, il sort l'album Radioactif avec la collaboration à l'écriture de Marc Desjardins sur le label « CBS » en 1986, avec Pierre Flynn aux claviers et Marc Gabriel aux chœurs. N'étant sorti qu'en disque vinyle, cet album n'est plus disponible, Jean a par la suite joué sur deux chansons du premier album solo de Pierre Flynn Le parfum du hasard en 1987.
Mario Légaré joue avec plusieurs artistes, tels que Lhasa de Sela, Paul Piché, Edgar Bori et fait partie du groupe Flybin Band avec Rick Haworth (guitare), Sylvain Clavette (batterie) et Jean-Sébastien Fournier (claviers) qui accompagne habituellement Michel Rivard en studio et en tournée. En 2005, avec Haworth et Clavette, il forme le groupe Magneto et enregistre un album du même nom. Il a renoué avec Flynn dans l'album Mirador et la tournée qui a suivi, ainsi que l'album Sur la terre. Il a aussi collaboré au magazine humoristique Croc durant la majeure partie de son existence. Puis il accompagne Daniel Bélanger  sur disques et en concerts. Il joue aussi sur deux albums solo de l'ex-claviériste de Maneige, Jérôme Langlois, Molignak en 2005 et Pièces Pour Piano & La Luna Suite en 2011 avec d'autres musiciens de ce défunt groupe.
Pierre Hébert, en plus de jouer la batterie dans des galas et des émissions de télévision variées, entreprend une carrière de musicien de studio qui le mène à apparaître sur une quarantaine d'albums de divers artistes. Allant du Grand Cirque Ordinaire en 1975 à The Tenors en 2017, en passant par Walter Rossi et Michel Cusson, de Geneviève Paris à Bourbon Gauthier, sans oublier Patsy Gallant et Rudy Caya. Il retrouve aussi Pierre Flynn sur son album Jardins de Babylone en 1991.

### Discographie
- † indique une chanson qui se trouve aussi telle quelle sur la compilation de 1996.
- ‡ indique une chanson dans une version différente qui se trouve sur la compilation de 1996.

## Discographies solo

### Pierre Flynn
Albums studio
- 1987 : Le parfum du hasard
- 1991 : Jardins de Babylone
- 2001 : Mirador
- 2015 : Sur la terre

Album live
- 2006 : Vol solo

Participations
- 1980 : À cheval donné on r'garde pas la bride de Stephen Faulkner - Orgue sur la pièce-titre, Mario Légaré joue aussi sur l'album.
- 1983 : À fond d'train Live de Offenbach et Plume Latraverse - Pierre Flynn claviers et chœurs pendant les performances de Plume.
- 1984 : La Saga du Golfe de Gilles Bélanger et Pierre Flynn. Mise en scène de Jean-Pierre Brouillé.
- 1992 : Caboose de Stephen Faulkner - Orgue Hammond sur Cajuns De L'An 2000, Chœurs sur Ils Chantent.
- 2005 : Dracula (Entre L'amour Et La Mort) Artistes Variés - Pierre Flynn sur Ce Que Je Vois, Le Droit de Savoir et Pourquoi.
- 2008 : Douze hommes rapaillés chantent Gaston Miron Volume 1 : Poême Artistes Variés - Pierre sur Poème Dans Le Goût.
- 2010 : Douze hommes rapaillés chantent Gaston Miron volume 2 : Ma rose éternité - Pierre sur Ma rose éternité

Filmographie
- 1988 : Rock Film québécois de Jean Lepage, musique de Gille Valiquette. Avec Patrick Labbé, Pierre Flynn, Louise Laparé, Gilles Renaud, Mario Légaré, Yvan Ducharme, etc.

### Jean Dorais
- 1986 : Radio actif

### Mario Légaré
- 1977 : Méfiez-Vous Du Grand Amour de Michel Rivard - Basse sur 5 pièces.
- 1977 : À Qui Appartient Le Beau Temps? de Paul Piché - Basse sur 4 chansons.
- 1979 : Jouer de Michel Normandeau - Basse sur Tant Qu'il Y Aura Des Mots. Avec Robert Stanley, Serge Locat, Daniel Ferland, etc.
- 1980 : De Longueuil à Berlin de Michel Rivard - Basse sur tout l'album.
- 1980 : À Cheval Donné On R'garde Pas La Bride de Stephen Faulkner - Basse sur Sans Dessus Dessous. Avec Pierre Flynn.
- 1980 : L'Escalier de Paul Piché - Basse sur Avec L'Amour.
- 1981 : Lautrec de Donald Lautrec - Mario se partage la basse avec Yvan Lajeunesse.
- 1982 : Souffle de Alain Lamontagne - Basse sur tout l'album.
- 1982 : Contra - Exilio de Alberto Kurapel -
- 1983 : Pied De Poule de Pied de poule - Avec Marc Drouin, Walter Rossi, Richard Beaudet, Normand Brathwaite, Robert Léger.
- 1983 : Sauvage de Michel Rivard - Mario à la basse, au Chapman Stick et aux chœurs.
- 1985 : Bonsoir Mon Nom Est Michel Rivard Et Voici Mon Album Double de Michel Rivard - Basse, Chapman stick et aux chœurs.
- 1986 : Marie Philippe de Marie Philippe
- 1986 : Lemieux de Michel Lemieux - Se partage la basse avec Alain Caron.
- 1986 : Intégral de Paul Piché - Compilation.
- 1987 : Café Rimbaud Artistes Variés - Basse sur Café Rimbaud avec Michel Rivard et Paul Picard.
- 1987 : Un Trou Dans Les Nuages de Michel Rivard - Basse sur 4 chansons.
- 1988 : Sur Le Chemin Des Incendies de Paul Piché - Basse sur 4 chansons.
- 1989 : Alieno / Souffle de Alain Lamontagne - Compilation.
- 1989 : Michel Rivard - Compilation.
- 1991 : Ses plus belles chansons de Michel Rivard - Compilation.
- 1992 : Maudite Mémoire de Michel Faubert - Basse sur Je Suis Venu Vous Inviter.
- 1992 : Adieu Leonardo! de Robert M. Lepage - Basse.
- 1992 : Le Goût De L'Eau... Et Autres Chansons Naïves de Michel Rivard - Basse sur l'intégralité de l'album.
- 1993 : E = MC² de René Simard - Basse sur J'Pardonne Tout Mais J'Oublie Rien.
- 1993 : Les Insomniaques S'Amusent de Daniel Bélanger - Basse sur 5 pièces.
- 1994 : Beau Dommage de Beau Dommage - Basse sur Du Milieu Du Pont Jacques-Cartier.
- 1997 : La Llorona de Lhasa de Sela - Contrebasse et basse acoustique.
- 1997 : L'Écho Des Bois de Michel Faubert - Basse, Contrebasse et Chapman Stick sur tout l'album.
- 1997 : El Desierto de Lhasa de Sela - Single.
- 1998 : Maudit Bonheur de Michel Rivard - Basse, Contrebasse, Stick, Percussions, Chœurs.
- 1999 : Tricycle de Daniel Bélanger - Basse sur Tournée «Les Insomniaques S'amusent» + Reprises - Inédites.
- 1999 : Trente Arpents de Vincent Vallières - Production avec Bernard-Y. Caza.
- 2001 : Mirador de Pierre Flynn
- 2001 : Hungry Ghosts de Fredric Gary Comeau - Contrebasse.
- 2002 : Les Denis Drolet de Les Denis Drolet - Contrebasse sur Fantastique.
- 2003 : The Living Road de Lhasa de Sela - Contrebasse et basse acoustique.
- 2004 : Bonsoir Mon Nom Est Toujours Michel Rivard Et Voici Mon Album Quadruple (En Spectacle Intime) de Michel Rivard - 4 CD
- 2005 : Dund de Diouf - Contrebasse.
- 2005 : Magneto (album) du groupe Magneto avec Rick Haworth et Sylvain Clavette.
- 2005 : El Ayer De Nuestro Hoy de Alberto Kurapel - Se partage la basse avec Claude Chapleau.
- 2005 : Molignak de Jérôme Langlois - Basse, contrebasse.
- 2005 : Pas Du Monde de Christian Legault - Basse et Contrebasse sur 7 chansons.
- 2006 : Dans Ce Monde Poutt Poutt de Edgar Bori - Contrebasse et basse sur 8 chansons.
- 2006 : Ève Rêve de Fredric Gary Comeau - Basse acoustique sur Ta Perle M'Appelle et Comme Un Arbre.
- 2007 : Tricot Machine de Tricot Machine - Contrebasse sur Les Oreillons, La Pluie et Une Histoire De Mitaines.
- 2007 : Effusions de Diane Dufresne - Basse sur Mille Et Unes Nuits.
- 2007 : À Côté D'La Trac de David Marin - Basse et Contrebasse.
- 2008 : Joli Chaos de Daniel Bélanger - Compilation.
- 2008 : C'est Conge de Alain Côté - Maxi-Single - Basse sur les 4 chansons plus composition de la musique de J'Avoue.
- 2009 : The Timekeeper de Claude Fradette & Guy Bélanger - Basse sur tout l'album.
- 2010 : La Prochaine Étape de Tricot Machine - Basse sur tout l'album.
- 2010 : Rendez-vous de Rendez-vous - Contrebasse.
- 2011 : Vagabonde de Claire Denamur - Basse sur 2 chansons.
- 2011 : Pièces Pour Piano & La Luna Suite de Jérôme Langlois - Basse sur 8 pièces.
- 2011 : 4 Albums Dans Le Désordre de Daniel Bélanger - Compilation.
- 2013 : Roi De Rien de Michel Rivard - Basse et Contrebasse.
- 2015 : Crashride de Crashride - Basse sur Maniguruma, Tony Levin joue aussi sur l'album.
- 2015 : Sur La Terre de Pierre Flynn - Basse sur 7 chansons.

### Pierre Hébert
- 1972 : Le Prince Croule - Dionysos - Joue sur tout l'album à titre de batteur invité.
- 1975 : Le Grand Cirque Ordinaire – Le Grand Cirque Ordinaire - Avec Michel Rivard, Paule Baillargeon, Gilbert Sicotte, Michel Hinton, Pierre Curzi, Raymond Cloutier, Serge Boisvert, etc. - Pierre Hébert Batterie.
- 1978 : Au doux milieu de nous de Fabienne Thibeault, Gilles Vigneault - Pierre batterie.
- 1978 : Geneviève Paris de Geneviève Paris
- 1979 : Marie-Claire Séguin de Marie-Claire Séguin
- 1979 : Suzanne Jacob de Suzanne Jacob
- 1980 : Crystal de Crystal
- 1980 : Une humaine ambulante de Suzanne Jacob
- 1981 : Pop citrouille de Pop Citrouille
- 1981 : En couleurs de Gilles Rivard
- 1981 : Bill de Bill
- 1981 : How Can I Get Through the Night? des Zebras
- 1981 : Pierre Bertrand de Pierre Bertrand
- 1982 : Alimentaire de Bill
- 1982 : Par le sillon des mots de Pierre Shea
- 1983 : Il y avait (chanson)/Il y avait (poème) de André Dumont - single
- 1983 : De l'autre coté de la saison des pluies de Gilles Rivard
- 1984 : Take Another Look de Patsy Gallant
- 1984 : One Foot In Heaven, One Foot In Hell de Walter Rossi - batterie sur Summer Breeze et Take a Look
- 1984 : Aš Čia Gyva de Darius Polikaitis
- 1985 : De Starmania à Aujourd'hui de Martine St-Clair - sur Le Fils de Superman et Un homme sentimental
- 1987 : The Spectacle de Rock et Belles Oreilles - sur Les Suppositoires de Satan
- 1988 : Sur le chemin des incendies de Paul Piché - batterie sur 4 pièces
- 1988 : Quelque part dans le temps de Sylvie Grange
- 1991 : Jardins de Babylone de Pierre Flynn
- 1992 : Chenart de Mario Chenart
- 1992 : J'ai rien pour me plaindre de Bourbon Gauthier
- 1994 : Chaude était la nuit de Abbittibbi
- 1995 : Mourir de rire de Rudy Caya
- 1995 : Pays de barbarie de Isabelle et La Bête - batterie sur 4 chansons
- 1996 : Ça c'est moi de Pierre Bertrand - batterie sur Crier au loup deux fois (Inédit) et Les Arbres de trottoirs (Inédit)
- 1996 : Quidam du Cirque Du Soleil - batterie sur 8 pièces
- 1996 : Dualité de Francine Raymond - batterie sur 8 chansons
- 1997 : Omertà la loi du silence II de Michel Cusson - joue sur 2 pièces
- 1998 : Dix ans de succès de Francine Raymond
- 2000 : Légendes fantastiques de Michel Cusson - sur La Dame blanche (Version courte) et Le Violon magique
- 2003 : Clin d'œil à des amis de François Cousineau
- 2011 : Le Prince croule de Dionysos - joue sur 7 chansons
- 2013 : Noël blanc de Maxime Landry
- 2017 : Christmas Together de The Tenors - Sur Little Drummer Boy.
- 2017 : Hommage à Beau Dommage - Artistes variés